# Banarsi
Banarsi é uma vila no distrito de Raipur, no estado indiano de Chhattisgarh.

## Demografia
Segundo o censo de 2001, Banarsi tinha uma população de 10 648 habitantes. Os indivíduos do sexo masculino constituem 52% da população e os do sexo feminino 48%. Banarsi tem uma taxa de literacia de 73%, superior à média nacional de 59,5%; com 58% para o sexo masculino e 42% para o sexo feminino. 13% da população está abaixo dos 6 anos de idade.